# Cavern Club
Cavern Club (Клуб Пещера) был открыт в английском городе Ливерпуле (Mathew Street, 10) 16 января 1957 года. Клуб известен всему миру тем, что здесь выступала группа The Beatles.

## История

Вход в клуб Cavern

Любитель джазовой музыки Алан Ситнер основал клуб Cavern после того, как побывал в столице Франции: свою «Пещеру» он смоделировал по образу парижского джаз-клуба Le Caveau. Изначально ливерпульская «Пещера» также была джаз-клубом, и рок-н-ролл здесь не приветствовался. Но вскоре она стала приютом для скиффл-групп, таких как The Quarrymen (их первое выступление в «Пещере» состоялось 7 августа 1957 года). В 1959 году Ситнер продал клуб Рэю Макфоллу.
В начале 1960-х здесь стали выступали блюз-группы и бит-группы. Среди них были «Рори Шторм и Ураганы», чьё выступление состоялось в мае 1960 года. Ринго Старр, тогда будущий ударник The Beatles, играл на барабанах. А певица Силла Блэк работала в раздевалке.
С 1961 по 1963 год Beatles выступили здесь 292 раза. Именно в Cavern Club 9 ноября 1961 года будущий менеджер группы Брайан Эпстайн впервые увидел выступление Beatles.
В последующие годы здесь выступали многие известные группы и исполнители, в том числе The Rolling Stones, The Kinks, The Who, The Yardbirds, Элтон Джон, Джон Ли Хукер.
В марте 1973 года Cavern Club был закрыт. Предполагалось, что это место понадобится для строительства ветки метро. Через некоторое время здание над клубом было снесено, а само подвальное помещение было засыпано грунтом.

## Новая «Пещера»
В апреле 1984 открыл свои двери новый клуб, построенный Джо Дэви. 15 000 камней и кирпичей первоначального клуба были использованы при возведении нового помещения, чтобы сделать его как можно более близким к оригиналу. Новый клуб занимает 75 % той площади, на которой располагался при открытии в 1957 году.
4 декабря 1999 Пол Маккартни представил в новом клубе свой новый альбом Run Devil Run, а 14 декабря дал специальный концерт при участии Дэвида Гилмора, Иэна Пейса и Мика Грина, сыграв хиты прошлых лет.

## В настоящее время
Сегодня здесь может побывать каждый. Но больше всего здесь туристов-битломанов из разных стран мира. По вечерам в клубе выступают музыканты, исполняющие кавер-версии песен Битлз.
У туристов, впервые посещающих клуб, иногда возникает путаница из-за того, что напротив, на той же улице Мэтью-стрит, располагается Cavern Pub с очень похожим оформлением и таким же полуподвальным помещением со сценой.